# Elaine Hagenberg
 (janvier 2025).
Elaine Hagenberg, née en 1979, est une compositrice américaine de musique chorale.

## Biographie
Elaine Hagenberg naît en 1979. Dès l'âge de cinq ans, elle suit des cours de chant et de piano, notamment prodigués par sa mère professeur de piano,. Au lycée, elle passe notamment beaucoup de temps à accompagner au piano les chorales, jusqu'à ce qu'un professeur la remarque et lui confie la direction occasionnelle de chœurs. Ses études de piano lui permettent de mieux comprendre la construction des pièces musicales.

## Reconnaissance
Elaine Hagenberg est lauréate en 2020 de l'American Choral Directors Association Brock Competition for Professional Composers,
Son style se caractérise notamment par la recherche de textes peu familiers et énigmatiques et par des lignes musicales dramatiques et amples.